# 謝赫 (南亞)
謝赫，在阿拉伯语是一個敬稱，即是長老，通常用在部落中的老人、智者和伊斯蘭學者。通常謝赫用在男人身上，但也有少數女性謝赫。

## 起源
在南亞，一個穆斯林如是阿拉伯人、波斯人、中亞人移民後代，也可認為是謝赫。

## 分支
謝赫可分為多個分支:
- 謝赫古萊什，古萊什族成員，穆罕默德出自這一部落。
- 謝赫哈希姆，哈希姆氏族成員，穆罕默德出自這一氏族。
- 謝赫薩迪庫爾，第一位哈里發阿布·伯克尔後裔。
- 謝赫法羅奥基，第二位哈里發奥馬爾的後代。
- 謝赫烏斯曼尼，第三位哈里發奥斯曼的後代。
- 謝赫克什米里，是皈依伊斯蘭教的婆羅門克什米爾班智達的後人。
- 謝赫伊拉基，伊拉克阿拉伯人後裔。